# Microdipodops megacephalus
Microdipodops megacephalus es una especie de roedor castorimorfo de la familia Heteromyidae.

## Distribución geográfica
Es endémica de California, Idaho, Nevada, Oregón y Utah en los Estados Unidos.